# Brachay
Brachay ist eine französische Gemeinde mit 62 Einwohnern (Stand 1. Januar 2022) im Département Haute-Marne in der Region Grand Est. Sie gehört zum Kanton Joinville und zum Arrondissement Saint-Dizier. 

## Lage
Die Gemeinde Brachay liegt am Blaiseron, etwa zwölf Kilometer südwestlich von Joinville. Sie ist umgeben von folgenden Nachbargemeinden:
|                    | Mathons                                     | Ferrière-et-Lafolie |
| Charmes-la-Grande  | Kompassrose, die auf Nachbargemeinden zeigt | Blécourt            |
| Charmes-en-l’Angle | Flammerécourt                               |                     |

## Bevölkerungsentwicklung
| Jahr                       | 1962 | 1968 | 1975 | 1982 | 1990 | 1999 | 2008 | 2018 |
| -------------------------- | ---- | ---- | ---- | ---- | ---- | ---- | ---- | ---- |
| Einwohner                  | 129  | 152  | 130  | 77   | 74   | 62   | 59   | 63   |
| Quellen: Cassini und INSEE |      |      |      |      |      |      |      |      |